# كرمة سامي
كرمة محمد سامي فريد هي كاتبة مصرية، وأستاذة الدراما بقسم اللغة الإنجليزية بكلية الألسن جامعة عين شمس. تكتب في جريدة الأهرام، ولها عدد من المؤلفات مثل حكاية مرج صغير، وبهية "خمسة وجوه مصرية" وغيرهم. درست كرمة بكلية الألسن عام 1983 – 1987.

## دراستها
1. ليسانس كلية الألسن جامعة عين شمس في 1 مايو 1987.
2. ماجستير في مسرحية المالكون وسالبوا الملكية لهارولد بنتر في 25 نوفمبر 1990.
3. درجة الدكتوراه في التنازج النسائية الاصلية في مسرحيات ارنولد وسكر احادي لبطلة في 27 أبريل 1994.

## مناصب شغلتها
1. رئيس قسم اللغة الإنجليزية من 1 أغسطس 2006 إلى 21 يناير 2009
2. وكيل الكلية لشؤون الدراسات العليا والبحوث بكلية الألسن جامعة عين شمس من 1 أكتوبر 2008 وحتى 21 يناير 2015.

## مؤلفاتها
| اسم العمل                                                       | السنة |
| --------------------------------------------------------------- | ----- |
| بهية "خمسة وجوه مصرية"                                          | 2013  |
| زهور المرج                                                      | 2005  |
| أنغام ديسمبرية                                                  | 2008  |
| حكاية مرج صغير                                                  | 2005  |
| مريم                                                            | 2002  |
| علامات الحضور والغياب                                           | 2004  |
| قمرية                                                           | 2008  |
| تقارير «الآنسة» راء - مسرحة الأنساق الثقافية في اسمي راشيل كوري | 2012  |

## التكريم
- جائزة مؤسسة عبد الحميد شومان للعلوم الإنسانية، مؤسسة عبد الحميد شومان، العلوم الإنسانية، 12 نوفمبر 2001.

## مقالات كرمة سامي في جريدة الأهرام
- 8 أبريل.. العيد القومي للتلميذ المصري، الأهرام اليومي، بتاريخ 7 إبريل 2010.
- وما خسرت السبيل.. سيرة السيدة راء الطنطورية، الأهرام اليومي، بتاريخ 03 - 08 - 2010.
- أبونا السقا.. مات!، الأهرام اليومي، بتاريخ 21 - 10 - 2010.
- طنط وداد، الأهرام اليومي، بتاريخ 13 - 01 - 2011.
- التاسع من مارس.. ذاكرة المسك، الأهرام اليومي، بتاريخ 14 - 03 - 2011.
- كيف حالك ياعزيزي؟، الأهرام اليومي، 20 - 07 - 2011.
- بحثا عن الوطن المفقود ، الأهرام اليومي، بتاريخ 29 - 12 - 2011.
- لكيلا ننسي مجزرة بحر البقر، الأهرام اليومي، بتاريخ 11 - 04 - 2012.
- زفرة التليفزيون العربي الأخيرة!، الأهرام اليومي، بتاريخ 25 - 08 - 2012.
- هذا هو ابني!، الأهرام اليومي، بتاريخ 11 - 02 - 2013.
- السيدة الوطن، الأهرام اليوم، بتاريخ 3 يونيو 2014.
- صباح الخير أيها الحزن!!، الأهرام اليومي، بتاريخ 27 - 06 - 2014.
- رضوى.. «المرأة الناهضة»، الأهرام اليومي، بتاريخ 4 - 12- 2014.
- عَمَار يا عَمّار، الأهرام اليومي، الجمعة 5 ديسمبر 2014.
- أثقل من رضوى.. فن تقليب المواجع!، الأهرام اليومي، الأربعاء 10 ديسمبر 2014.
- وجه الشهيد، الأهرام اليومي، بتاريخ 2 فبراير 2015.
- «جواز خميس من بياضة باطل»!! قراءة «جديدة» في دراما تليفزيونية «قديمة»، الأهرام اليومي، بتاريخ 13 فبراير 2015.
- إنهم يقتلون الجياد، الأهرام اليومي، بتاريخ 16 أبريل 2015 السنة 139 العدد 46882.
- اسم الشهيد.. عبد الرحمن، الأهرام اليومي، 25 يوليو 2015 السنة 139 العدد 46982
- إلى عمى إبراهيم الصاوى (23 يونيو 1943 -31 مارس 2015)، الأهرام اليومي، 7 أغسطس 2015 السنة 140 العدد 46995
- ألا أيها الحزن الطويل ألا انجلى!، الأهرام اليومي، 2 ديسمبر 2015 السنة 140 العدد 47112
- الابن الكاتب عبد التواب يحكي سيرة الوالد الشيخ يوسف..، الأهرام اليومي، 11 ديسمبر 2015 السنة 140 العدد 47121

## وصلات خارجية
- باحثة: النظام كان يعمل على إبطال الخيال الاجتماعى لدى المصريين، اليوم السابع.
- مقال «توراة المحافظين الجدد» وفيه تعرض كرمة سامي كتاب «العقل العربي». المقال نشر في مجلة أواصر من إصدار المركز القومي للترجمة.